# Volata
 Volata  és el nom d'un joc de pilota inventat en Itàlia durant el feixisme com a substitut del futbol i del rugbi. Es pot considerar un esport híbrid entre el futbol i l'handbol amb equips formats per vuit jugadors.
El futbol ja era bastant popular a Espanya, Itàlia i Alemanya quan el feixisme va arribar al poder en els tres països en les dècades de 1920 i 1930. Però era un esport molt identificat amb el Regne Unit, en haver estat allà on primer es va desenvolupar i on havien estat establertes formalment les seves regles.
L'esport era considerat pels feixistes com un important instrument per configurar la societat, però no desitjaven que la gent s'identifiqués amb esports d'origen anglès, com el futbol i el rugbi, o d'origen estranger en general, com el bàsquet. D'aquesta manera, a finals dels anys 20 el que va ser secretari del Partit Nacional Feixista entre 1926 i 1930 i president del CONI de 1928 fins a 1930, Augusto Turati, va crear l'esport anomenat "Volata". Es va intentar popularitzar aquest esport afirmant que era descendent dels jocs de pilota practicats a Itàlia en el passat, com el calcio florentí, el tamburello, o el més antic Harpastum. Es va crear una lliga de 100 equips que va gaudir de certa popularitat inicial, gràcies al suport d'organitzacions culturals i esportives feixistes. El 1930 es va adjudicar l'únic títol de campió nacional a l'equip Dopolavoro Richard Ginori, de Milà. Però aviat va decaure i va desaparèixer oficialment el 1933.
El futbol va continuar el seu ascens en popularitat i Mussolini va canviar d'estratègia. Va posar tot el seu interés que Itàlia fóra seu de la Copa Mundial de Futbol de 1934 i que en resultés campiona.